# Амуро-Якутська магістраль
61°52′03″ пн. ш. 129°57′25″ сх. д. / 61.8676141° пн. ш. 129.9568824° сх. д.
Амуро-Сахинська залізнична магістраль (АЯМ) — залізниця на сході Росії в Якутії.

## Маршрут
Залізниця на середину 2010-х має офіційну довжину 767 км, від відгалуження від Транссибірської магістралі на станції Бамовська на заході Амурської області. Залізниця прямує на північ, перетинаючи БАМ біля Тинди, далі по БАМу 27 км і повертає на північ в Бестужево. Залізниця в цій частині перетинає річку Гілюй двічі. Незабаром після входу на терени Республіки Саха, залізниця проходить через 1,300 м Нагорний тунель під Становим хребтом.
На Алданському нагір'ї перетинає численні річки, у тому числі Ієнгра і Чульман. Минає кам'яновугільний басейн біля Беркакіту і Нерюнгрі на 400 км, місто Алдан на 686 км. Сьогоденна офіційна кінцева зупинка Томмот 767 км.
Залізничний вокзал в Томмоті розміщується на західному березі річки Алдан, яка перетинається на цій ділянці найдовшим мостом на лінії.
Очікується, що будівництво досягне поселення Кьодьом, на річці Лена навпроти міста Покровськ, до 2008. Тут планується розпочати будівництво 3 км комбінованого автозалізничного мосту через Лену в 2009, в області поселення Табага. Залізниця прямуватиме до міста Якутськ, з пасажирським вокзалом, який будується біля Аеропорту Якутськ.
Вельми складні умови за для спорудження мосту: висока повінь та льодоходи.
Залізниця одноколійна (за винятком ділянки від Тинди до Бестужево, де вона прямує БАМом) і не електрифікована.
Будівництво і обслуговування залізниці складні, з великими температурними варіаціями: від −50 °C взимку до понад +30 °C влітку, а також багаторічна мерзлота.

## Історія будівництва
Будівництво 830-кілометрової магістралі почалося 1985 року. Початковим пунктом АЯМу нерідко називають залізничну станцію Беркакіт на відгалуженні БАМу Тинда — Беркакіт. Від Беркакіту залізниця йде на північ. Проте частиною АЯМу слід вважати також лінії Бамовська Тинда — Беркакіт і Сковородіно — Рейново (станція Рейново знаходиться в селищі Джалінда на березі річки Амур). Ці ділянки були побудовані раніше.
2 жовтня 1995 року для управління і завершення будівництва Амуро-Якутської залізничної магістралі було створено ВАТ «Залізниці Якутії».
28 серпня 2004 року була урочисто відкрита ділянка Алдан — Томмот.
 На 2006 рік по АЯМу здійснюється:
- пасажирський рух — до станції Томмот (570 км від роз'їзду Бестужево на БАМі)
- вантажний — до станції Амга (672 км)
- робочий — до роз'їзду Карбикан (735 км).

Продовжується будівництво лінії у бік Якутська. Існує декілька варіантів завершення залізниці.

- Найпростіший: будівництво станції в Нижніх Бестях на правому березі Лени, напроти Якутська, зв'язок з містом за допомогою вантажо-пасажирських поромів під час навігації і по льоду взимку, в час льодоходу і льодоставу — тільки вертольотами.

- Найбільш витратний: будівництво залізничного мосту за 70 км вище за течією Лени і вокзалу безпосередньо в Якутську.

Будівництво лінії Беркакіт—Томмот—Якутськ планується завершити 2012 року. Ухвалено рішення, що після завершення ділянки Томмот—Кердьом, траса буде продовжена по правому берегу річки Лена ще 75 кілометрів до селища Нижній Бестях, а між селищем і Якутськом буде побудований трикілометровий залізнично-автомобільний міст.

## Взаємодія зДалекосхідною залізницею
Стиковою станцією з мережею ВАТ «РЖД» є Нерюнгрі-Вантажна. У 2007 році на станції були дві приймально-відправні колії. Фактично станція складається з двох невеликих: Нерюнгрі-Вантажна мережі РЖД і Нерюнгрі-Вантажна ЖДЯ. До станції Нерюнгрі-Вантажна РЖД примикають під'їзні шляхи ВАТ «Якутвугілля» — одного з крупних клієнтів Далекосхідної магістралі..